# Wulfstan de York

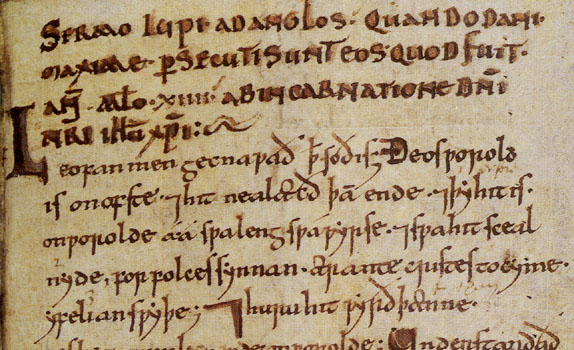
Manuscrito de Sermo Lupi ad Anglos.

Wulfstan (muerto el 28 de mayo de 1023), también llamado en latín Lupus ("Lobo"), fue un clérigo e intelectual inglés. Ejerció sucesivamente como obispo de Londres (996), obispo de Worcester (desde 1002 hasta 1016) y obispo de York (desde 1002 hasta su muerte). Como obispo de York es numerado como Wulfstan II, para distinguirle de otro obispo Wulfstan muerto en 956.
El segundo Wulfstan de York fue autor de numerosas obras en latín y en la lengua vernácula de la Inglaterra de la época (el inglés antiguo o anglosajón). Entre las más importantes están la homilía latina: el Sermo Lupi ad Anglos ("Sermón de Lobo a los anglos", 1014), cuyo tema es la interpretación providencialista de las invasiones danesas del Danelaw (serían un castigo de Dios por los pecados de los cristianos); y el texto en inglés antiguo Institutes of Polity (1008-1010), donde define la teoría triestamental como justificación del orden social feudal. También tuvo un papel importante en la redacción de leyes en los reinados de Etelredo II el Indeciso y Canuto el Grande.
Fue el más importante orador, líder espiritual y teórico político inglés de su tiempo. Se relacionó especialmente con Aelfrico, obispo de Canterbury y otro importante escritor en lengua anglosajona.
En el Book of Ely ("Libro de Ely") se recoge alguna información hagiográfica de su figura (a pesar de lo cual no consta que haya sido nunca considerado como santo), junto con otros datos, como su nacimiento por cesárea y la consiguiente muerte de su madre, de noble familia. Fue enterrado en Ely.
Su sobrino, también llamado Wulfstan, fue posteriormente obispo de Worcester (1062-1095).